# ویاچسلاو موتوروچوک
ویاچسلاو موتوروچوک (انگلیسی: Vyacheslav Motorchuk؛ زادهٔ ۹ فوریهٔ ۱۹۹۲) بازیکن بسکتبال اهل اوکراین است.